# Delias campbelli
Delias campbelli is een vlindersoort uit de familie van de Pieridae (witjes), onderfamilie Pierinae.
Delias campbelli werd in 1922 beschreven door Joicey & Talbot.